# Zeca Preto
José Maria de Souza Garcia, conhecido artisticamente como Zeca Preto (Belém, 10 de outubro de 1950) é cantor, compositor e poeta; desde 1975 canta as belezas da região Amazônica,  utilizando termos indígenas e ritmos que mesclam as influências musicais do norte do Brasil, como o carimbó, síria com o merengue e a salsa do Caribe. Junto com Eliakin Rufino e Neuber Uchôa, foram os precursores do Movimento Cultural Roraimeira.

## Biografia
Embora tenha nascido em Belém do Pará, radicou-se em Boa Vista – RR em 1975, estado que é profundamente identificado, tornando-se uma espécie de embaixador cultural de sua música.  Sua vinda para o então Território Federal de Roraima deu-se através do extinto Banco Real, onde trabalhou por 8 anos, saindo  de Belém, e tendo a oportunidade de passar por Porto Velho, Marabá e enfim Boa Vista. É casado desde 1977 com Rosilene da Luz Garcia, e tem como filhos Gênesis da Luz Garcia, Tatiana da Luz Garcia e Argemiro Garcia Neto. Zeca Preto Já fez em várias apresentações em diversas capitais brasileiras, já esteve inclusive no exterior como Venezuela e Suíça. Cantou em hospitais, presídios, feiras livres, lanchonetes e praças públicas.
Zeca Preto usa essa influência musical do Caribe (Salsa, Merengue, Mambo) e mistura com o (Baião, Carimbó e Samba) tudo isso em cima de uma letra que trata da cultura indígena e temas costumeiros da Amazônia.  Zeca adora ser chamado de Cantor da Amazônia...

## Carreira artística
Zeca Preto se interessou pela música ainda criança. Sua relação com ela veio por influência do seu avó paterno Máxico que comandava uma trupe de músicos de instrumentos de sopro em sua cidade natal. Porém foi em 1973, em Marabá, que participou pela primeira vez de um festival de música no Clube Alavanca
Em 1980 participou do seu primeiro Festival de Música em Roraima, obtendo o segundo lugar com a música Macuxana, inaugurando sua dedicação a cultura regional amazônica roraimense, que seria uma marca registrada em seus trabalhos.
Quatro anos depois, em 1984, no II Festival de Música de Roraima, conquistou o segundo lugar com a música Roraimeira. A partir desta canção o Rio Branco, Boa Vista, a Serra do Tepequém e os buritizais, passariam a ser temas de versos, das artes visuais, da dança, da literatura e da fotografia, originando a cena artística de cunho regionalista em Roraima.
Ainda em 1984, tendo a música, como tema principal, foi organizada uma mostra Roraimeira na cidade de Manaus - AM no Teatro Amazonas. O espetáculo tinha várias linguagens culturais: dança,  poesia, artes plástica e na música, juntamente os dois amigos Eliakin Rufino e Neuber Uchôa, esteve na linha de frente. Um sucesso de público e crítica,  tendo, inclusive,  que repetirem esse mesmo evento em Boa Vista.
Em 1987 Zeca Preto lança o livro de poemas BEIRAL. O evento aconteceu no próprio local homenageado, parte do centro as margens do Rio Branco, conhecido também como Caetano Filho.
No ano de 1990, participa do VI Femur, em parceria com Neuber Uchôa. Fizeram Macunaimando e a música obteve o  último lugar nesse festival e, por ironia, veio tornar-se uma das músicas mais executadas e tocadas, virando uma espécie de hino informal de Roraima.[carece de fontes?]
Em 1995 no XVII FEMUCIC - Festival de Música Cidade Canção, na cidade de Maringá no Paraná, ganhou o melhor arranjo.
Um ano após, já 1996, novamente no XVIII FEMUCIC, em parceria com Neuber Uchôa, ganhou o primeiro lugar com música Canto das Pedras, sendo agraciado com a primeira faixa do CD do Festival.
Em homenagem e reconhecimento por sua dedicação a divulgação da cultura de Roraima, em 2009, foi tema para o DOCTV da tv Rede Brasil. Com "Roraimeira uma expressão Amazônica" do produtor e diretor culural Thiago Chaves Briglia.
Zeca Preto, juntamente com Eliakin Rufino e Neuber Uchôa, foi agraciado em 2009 com o Projeto Pixinguinha na produção do disco Roraimeira O Canto de Roraima e uma Turnê pela Amazônia ( Boa Vista, Macapá, Belém, Manaus, Porto Velho e Rio Branco no Acre) com o patrocínio da Petrobrás e apoio dos SESCs localizados pela Amazônia.
Zeca Preto possui 14 discos gravados, 3 livros editados e 1 songbook.
Zeca Preto recebeu Monção Honrosa da Universidade Federal de Roraima (UFRR) por dedicação e Serviços Culturais prestados por toda Amazônia.
Gravação do CD  Roraimeira 30 anos ao vivo, num show com mais de 1200 pessoas no auditório do CAF - UFRR em Boa Vista- Roraima
A Música Roraimeira tornou-se Hino Cultural do Estado de Roraima, através de Lei Estadual...
O Trio Roraimeira (Zeca Preto, Neuber Uchôa e Eliakin) fizeram shows nos dias 13, 14 e 15 de maio 2016, no Teatro da Caixa em Curitiba.  Três dias de casa lotada, com sucesso de público e crítica. O público curitibano aprovou, e dançou com o show do Trio Roraimeira... 30 anos de caminhada musical...
Zeca Preto entra em estúdio agora em junho de 2016 para gravação do seu 15º Disco: MENINO COMPOSITOR PRETO POETA, com 20 faixas, todas inéditas.
Trio Roraimeira viaja e faz show em Macapá ba beira do Rio Amazonas... Lindo..
O Trio Roraimeira inaugura o Teatro Municipal de Boa Vista em 15 de Dezembro de 2017...

## Prêmios e reconhecimentos
- 1997 - Prêmio Buriti da Amazônia ( Trabalho Musical: AMAZON MUSIC)
- 2009 - Foi agraciado com o Projeto Pixinguinha.
- 2009 - É Tema do DOC TV IV - Roraima Expressão Amazônica.
- 2010 - Foi escolhido para elaborar texto poético para Agenda, representando Roraima Caixa Econômica Federal.
- 2010 - Agraciado com uma Turnê pela Amazônia com patrocínio da PETROBRÁS.
- 2013 - Menção honrosa Pela produção musical e relevante contribuição a cultura da Amazônia. pela UFRR

## Discografia
- GRESEM: Compacto Duplo LP - (1984)
- RORAIMEIRA: L P - (1985)
- CAIMBÉ: LP - (1988)
- RORAIMA: LP e Fita Cassete - (1991)
- MAKUNAIMEIRA: CD - (1994)
- AMAZON MUSIC: CD - (1997)
- O CANTO DE RORAIAMA e Suas Influências Indígenas e Caribenhas: CD - ([2000])
- NA PONTA DO NORTE: CD - (2001)
- TEMPO DE JAMBO: - (2004)
- NADA DE CONCRETO: - (2008)
- RORAIMEIRA O Canto de Roraima:(Zeca Preto, Neuber Eliakin) (2009)
- A NATA: (Zeca Preto e Neuber) – Coletânea  (2009)
- MÃEDIOCA (2010)
- NAS ESQUINAS DA AMAZÔNIA (2013)

CDs Coletivos:
- VI FEMUR
- XVIII FEMUUCIC
- VII FEMUR
- CANTA RORAIMA 2002 (4 músicas)
- M. P. RORAIMA – SESC/RR

## Livros
Coletivos:
- 500 Outonos de Versos

Colaborador:
- O Pasárgada Sociedade Poética
- Revista Eletrônica Magriça
- Jornal da Poesia.

Livros Individuais:
- BEIRAL: livro de poemas (1987) esgotado
- POEMAS ACORRENTADOS (2013) Disponibilizado na Internet  www.radiororaimeiraweb.com.br (ilustração Cardoso)
- TRAÇOS E AMORES (2015) Disponibilizado na internet www.radiororaimeira.com.br (ilustração Okaba)
- SONGBOOK - Música Viva da Amazônia -  também disponibilizado na net no endereço acima (esgotado)